# 子桑伯子
子桑伯子（?—?），《庄子》作子桑雽、子桑户，春秋时期鲁国人。
仲弓问孔子，子桑伯子是怎样的人物。孔子说他凡事求简便。仲弓说，治理民众时，态度端正，行事简便是可以的。态度随便又行事简便，就太随便了。孔子认同仲弓的说法。
《庄子》中，孔子問子桑雽自己在列国之间遭遇祸难，再逐於魯，伐樹於宋，削跡於衛，窮於商周，圍於陳蔡之間。親交疏远，朋友离散，是什么原因。子桑雽以人际关系以利益相连和以天性相连作说明。他说：“君子之交淡若水，小人之交甘若醴。君子淡以親，小人甘以絕。”子桑户和孟子反、子琴张相交为友。三人都是相交于无心，相助于无为的人。他们认为万物虚幻，人应该表现真性情，不应该拘泥于礼仪。子桑户死后，还没有安葬。孔子派子贡去帮助办丧事。结果看见孟子反、子琴张在编曲、鼓琴唱歌。子贡回去告诉孔子，孔子说他们是逍遥方外之人，而自己拘于礼仪，是天之戮民。但也追求游于方外。鱼相忘乎江湖，人相忘乎道术。